# Vattusaari (ö i Norra Savolax, Norra Savolax, lat 63,50, long 26,29)
Vattusaari är en ö i Finland. Den ligger i sjön Koivujärvi och i kommunen Kiuruvesi i den ekonomiska regionen  Övre Savolax ekonomiska region  och landskapet Norra Savolax, i den centrala delen av landet, 400 km norr om huvudstaden Helsingfors. Öns area är 5,8 hektar och dess största längd är 480 meter i nord-sydlig riktning.